# Penstemon potosinus
Penstemon potosinus är en grobladsväxtart som beskrevs av Richard Myron Straw. Penstemon potosinus ingår i släktet penstemoner, och familjen grobladsväxter. Inga underarter finns listade i Catalogue of Life.